# Ringorm
För andra betydelser, se Ringorm (olika betydelser).
Ringorm eller revorm (medicinskt namn Tinea corporis) är en svampinfektion i huden eller hårbotten (Tinea capitis) oftast orsakad av svampar ur släktet Trichophyton. Infektionen bildar fjällande fläckar som när de vuxit till några centimeters storlek börjar läka i mitten och blir ringformade, därav namnet. Ringorm är relativt ovanlig hos människor och smittan kommer nästan alltid från husdjur. Bland annat nötkreatur, marsvin och katter kan smitta, djuren själva har oftast inga symtom.
Ringorm är måttligt smittsam människa-människa, infektionen kan smitta vid hudkontakt eller genom kontakt med föremål som en smittad använt, till exempel leksaker, kläder, kammar eller golv i badrum/omklädningsrum. Svampsmittan kan även sprida sig via dåligt rengjorda rakapparater och rakknivar. Barn är mer mottagliga, liksom personer med eksem eller torr hy.

## Behandling
Sjukdomen läker sällan av sig själv utan behandlas med antisvampmedel i form av salva eller tabletter.

## Förebyggande
Tvätta händer, ansikte och kläder när du haft kontakt med smittade djur. Torr hud är mer mottaglig för bakterier och svampangrepp och därför är det viktigt att hålla huden mjuk och smidig med mjukgörande krämer om man har tendens till torr hy. 